# باولو سنتوريون
باولو سنتوريون (بالإسبانية: Paulo Centurión)‏ هو لاعب كرة قدم أرجنتيني في مركز الدفاع، ولد في 8 ديسمبر 1982 في محافظة فورموزا في الأرجنتين. لعب مع سارمينتو دي ريسيستينثيا وميونيسيبال ونادي أتليتيكو ريفير بليت بورتو ريكو ونادي غواراني ونادي كوميونيكيشنس.